# 派恩斯普林斯 (明尼蘇達州)
派恩斯普林斯（英語：Pine Springs）是一個位於美國明尼蘇達州華盛頓縣的城市。

## 人口
根據2020年美國人口普查的數據，派恩斯普林斯的面積為2.38平方千米，當中陸地面積為2.00平方千米，而水域面積為0.39平方千米。當地共有人口377人，而人口密度為每平方千米158人。